# 消防車

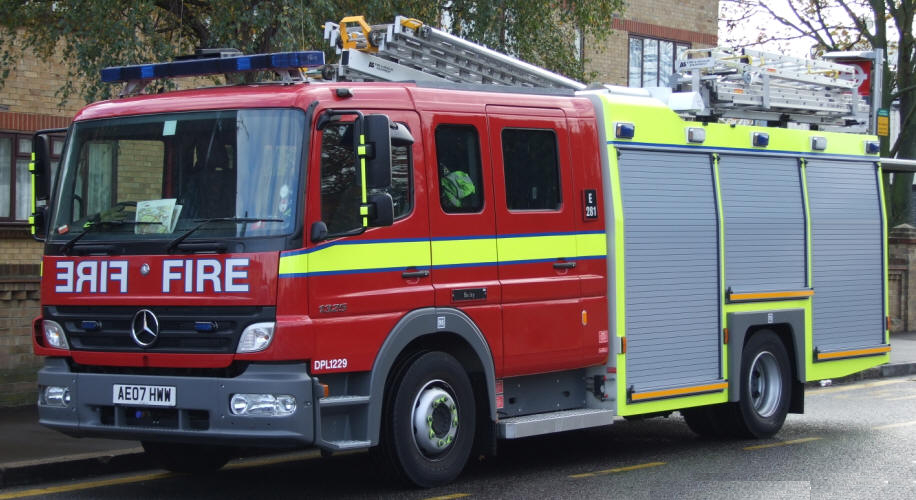
伦敦消防队的消防车

消防車又稱救火車，是專門用作滅火或其他緊急用途的救災車輛。消防車按功能可分為泵車（抽水車）、雲梯車、搶救車（載有各種搶救裝備）及其他專門及支援車輛。消防車平常駐紮在消防局內，遇上火警時由消防員駕駛開赴現場。多數地區的消防車都是塗上鮮艷的紅色（部份地區亦有鮮黃色、橙色或白色、綠色、黑色、 螢光色 消防車），在車頂上裝有警示燈及蜂鳴器，欧洲大部分為藍色，亞洲大部分為紅色除了某些國家是橙色，藍色

## 歷史
世界第一辆消防车是1518年受德国奥格斯堡市的委托，由制作金属工艺品的手艺人安特尼－布拉特纳制造的。据《奥格斯堡市工艺史》一书记载，这辆消防车是把用杠杆操作的大型水泵装在车子上形成的，由马拉或人力推动。1666年英国伦敦发生了一场大火，烧了4天，将1300座房屋烧毁了，包括著名的圣保罗教堂。一些中世纪的建筑物在这场火灾中一扫而光。灾后，英国开始重视城市消防工作，不久，英国人发明了世界第一辆用手摇水泵的消防车，并且使用上了水龙带来灭火。
18世紀以前的消防車多數為放在推車上的手動水泵，用作把泵水救火。隨著城市發展及防火需求提高，19世紀中段起出現蒸汽機發動之水泵，並開始以馬車運載。蒸汽机动力消防车是1829年在伦敦出现的，发明人是蒸汽机工程师约翰·布雷斯韦特。这是一种以煤为燃料，并装有一根软水龙带，用10马力双缸蒸汽机驱动的消防车。但这种消防车在英国却到1860年代才得到广泛使用。1872年，德国 Magirus 研制出云梯消防车。當時的云梯是靠手工操作的。1894年，Magirus 發展出第一款轉盤雲梯，安裝在四輪車上，由馬匹拖動。20世紀內燃機發明以後，逐漸出現現時所見的现代消防車。1901年，英国利物浦的洛亚尔－卡利迪公司也生产出消防汽车，被利物浦市消防队所采用。中国于1916年出现了用汽车改装的消防车，但直到20世纪30年代，很多城市还在使用马拉消防车。

## 種類

### 泵車

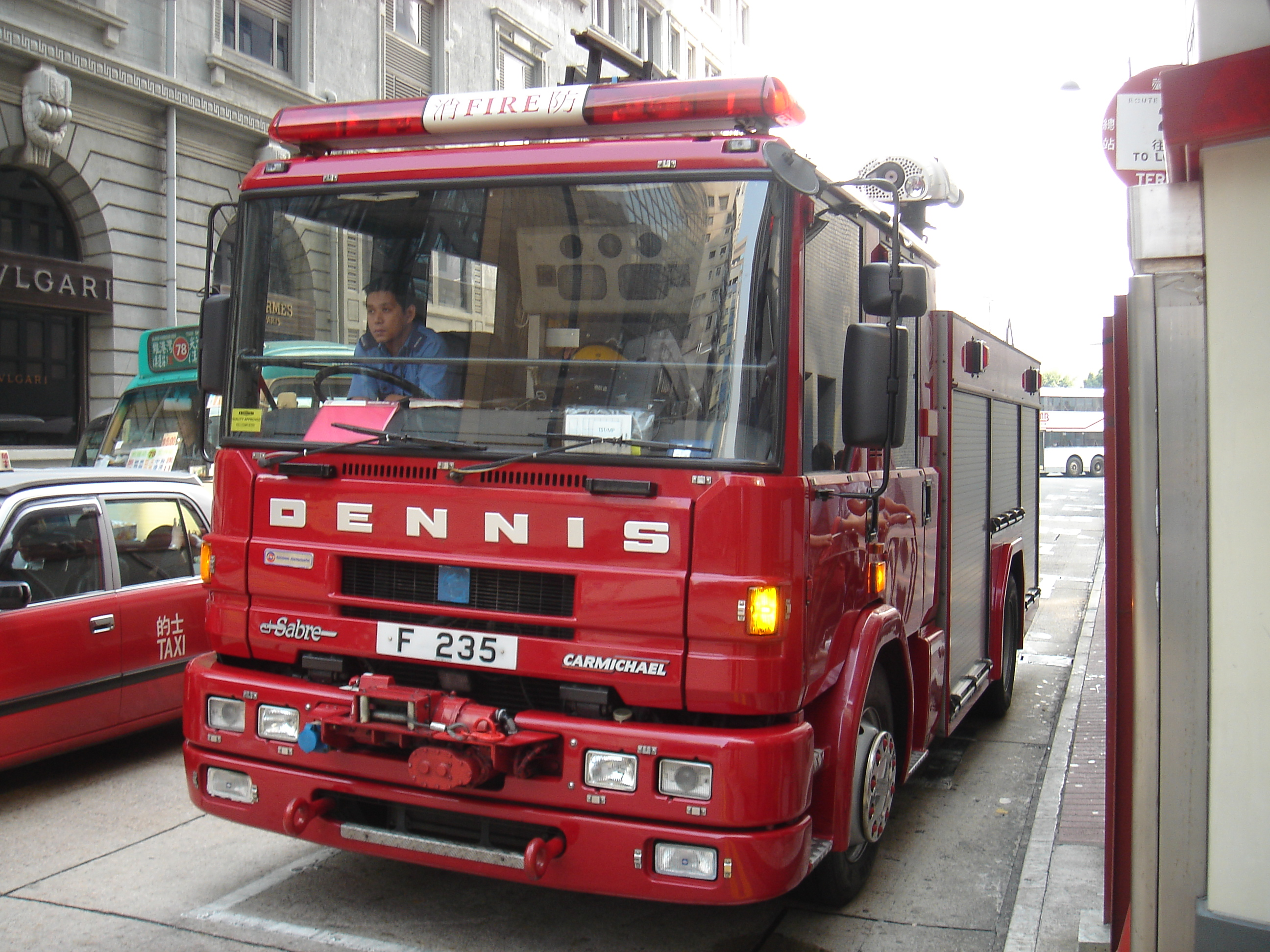
香港消防處的泵車

泵車是消防車中最常見的。車上主要設備為消防泵（水泵）及各式消防瞄子。泵車到達火場時會被接到消防栓，為救火供水。通常車上還會有水缸儲存一定容量的水，以便在離開水源時可短暫使用，亦會儲存一定容量的化學泡沫以及化學泡沫專用的泡槍，以能快速撲救電油、電池等引致的火警。在台灣，按其載水量又可區分為水箱車或水庫車,其他搭載的設備包括有煙帽（呼吸器），爆破工具等等。

### 雲梯車

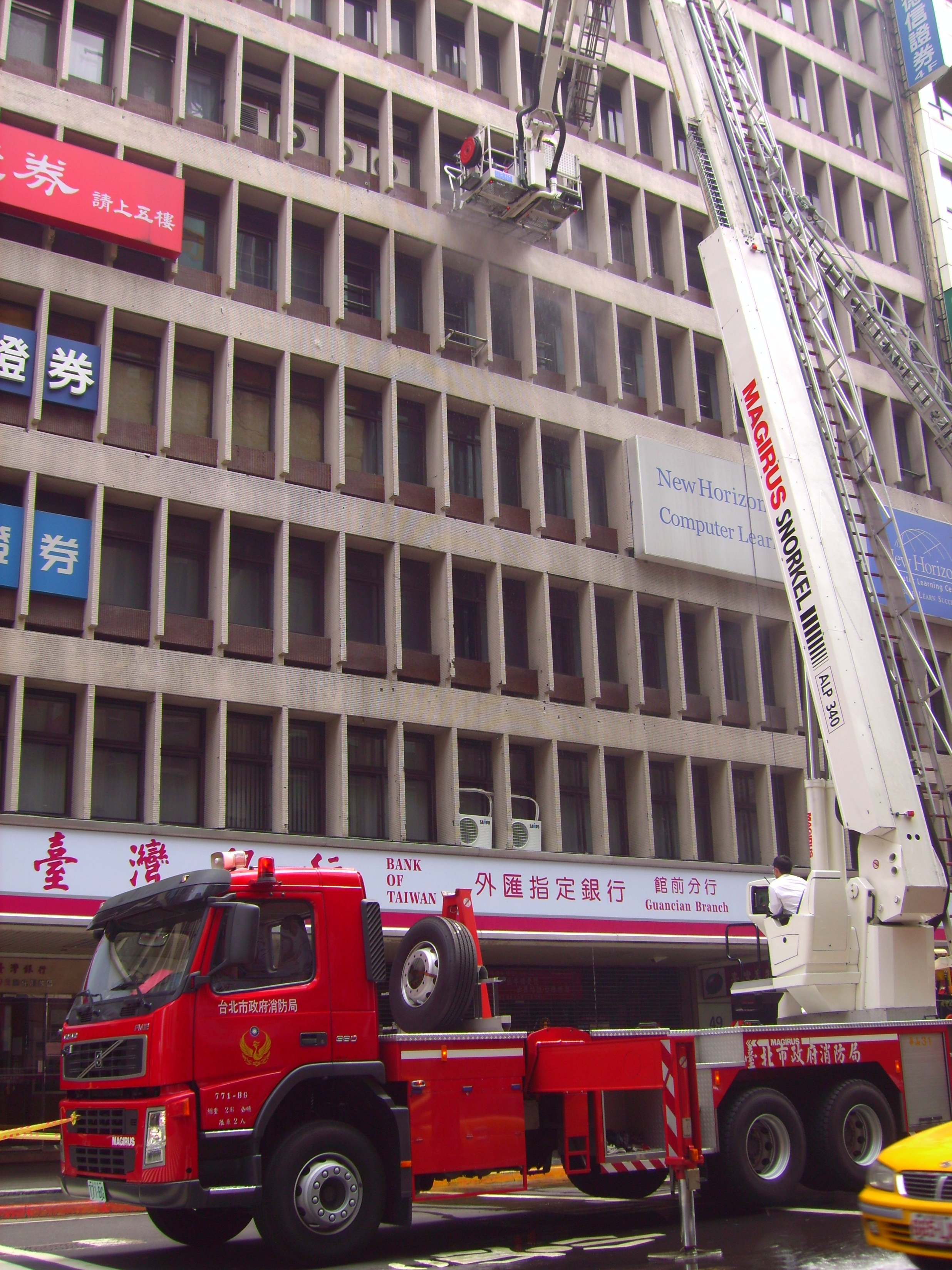
臺北市政府消防局雲梯車

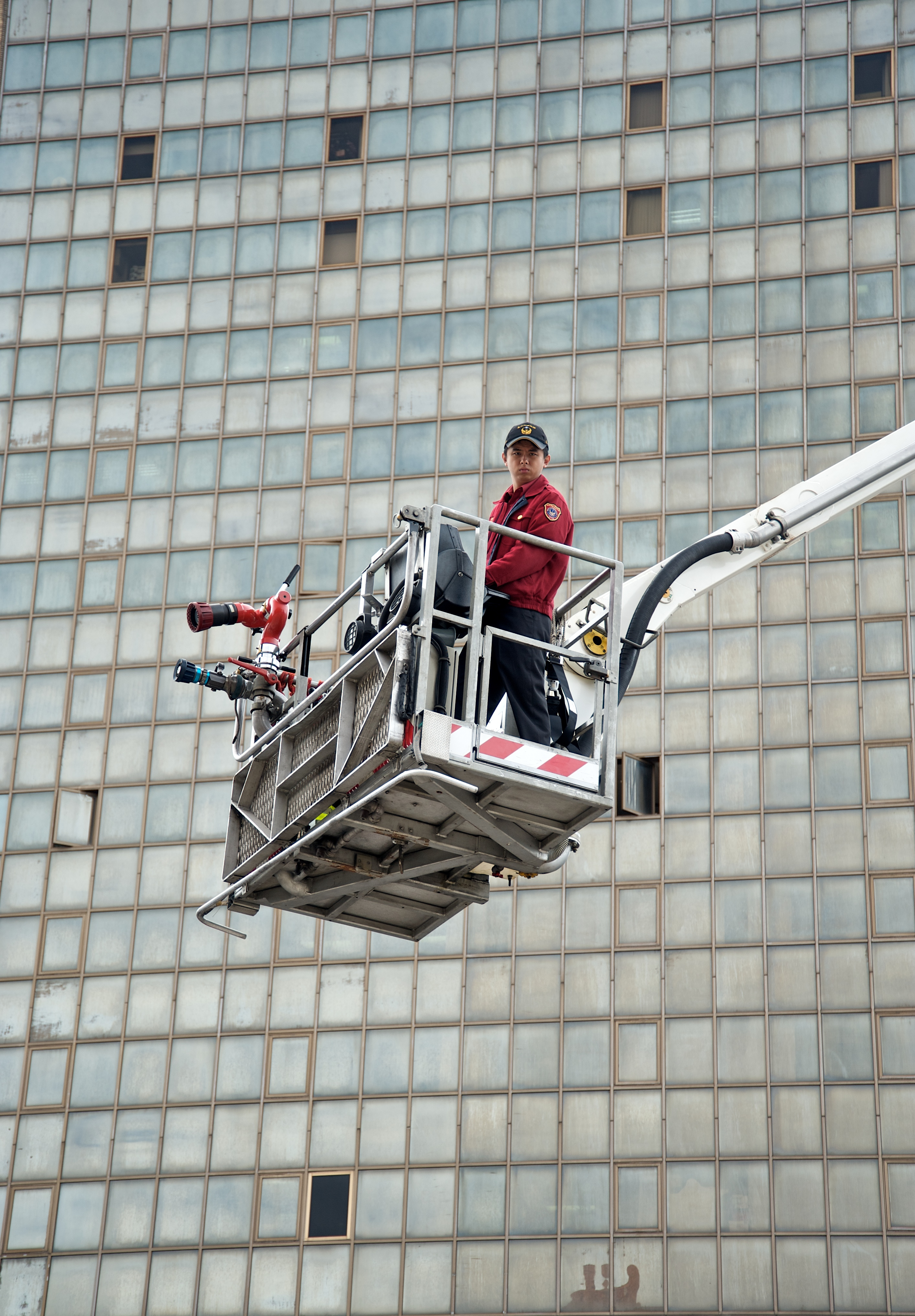
雲梯車演習

雲梯作用是抵達建築物高處救人或救火。現在大城市內的雲梯車都是機械操作，可更快及抵達更高的高度。最高的雲梯車可抵達約101米左右的高度，常見則為30至50米。
雲梯的頂部一般都裝有噴水喉筆(nozzle)及水管。連接水源後用作高空灌救，部份可以在地面遙控操作。
現代雲梯通常由電腦監控，當雲梯超載或操作超出參數上限時，能發出警告，避免意外倒塌。大部份雲梯車操作前需要先伸出液壓支撐，將車身升起固定在更寛的基座上。只有少部份雲梯車屬於"無支撐/無積"(Jackless)類型。

#### 歷史
雲梯車原先都是使用可伸縮的直梯。這類形伸縮雲梯車，現在常稱為龬梯車或直臂雲梯。德國Magirus 最先在1872年開始出售木製的消防雲梯，由馬匹拖動，人手操作。1904年，Magirus生產全球首部由蒸氣機推動的轉台雲梯。兩年後更推出由內燃機發動，透過電力操作的雲梯。到了1916年，Magirus出品的雲梯車，已是由車上的內燃機直接推動。1930年代起，開始以龬梯取代木梯。
另外一種性質類似的消防車，稱為升降平台。1950年代最先出現，用液壓升降的工作平台由曲臂支撐，安裝在汽車上。初時用作維修架空電線、街燈、修剪樹木等。1960年代開始有用作消防雲梯。香港消防處在1971年首次購入司落高（Snorkel）升降台，當時稱之為長臂猿消防車。
現時雲梯車主要生產商包括有：Magirus（德國，由Iveco 持有）； Rosenbauer/Metz（奧地利/德國）;  Bronto（芬蘭）; Vema（芬蘭）; 森田（Morita， 日本）等。已退出的消防雲梯生產商有：Snorkel（司落高，最早的升降台生產商）；MerryWeather（英國）。
雲梯車也可以用以下分類：

#### 鋼梯
亦稱"轉枱鋼梯"（因底部安裝在轉台上而名）。（Turntable ladder, Aerial Ladder) 鋼梯是最傳統的雲梯，使用伸縮直梯。舊式鋼梯的沒有提供站立的平台，升起後消防員需要爬上梯並站在鋼梯上工作。現代的鋼梯頂部多數都帶有工作平台或掛籠。部份更另外有升降設備用來運送人員來往梯頂平台及地面，用作高空救援時無需重覆升起及降下。不少北美洲消防局裝備的鋼梯車，主要是用作高空灌救而非救援，至今仍然是沒有工作平台。鋼梯車亦被稱為"直式雲梯"。

#### 升降台
亦稱"液壓升降台"。（Hydraulic Platform）頂部為工作平台，由曲折連接的臂杆支撐；用液壓操作。有些升降台的臂杆可作伸縮。升降台因為有曲折，可以用不同角度接近目標，比直梯靈活。相比傳統鋼梯，升降台可能要用較長的時間才能升至相同高度。能達到相同工作高度的升降台，車重通常會高於鋼梯。升降台有時亦稱為"曲式雲梯"。架升降台時，通常會被稱作「起兜」。

#### 梯台
通常指混合鋼梯及升降台特點的雲梯。(Aerial Ladder Platform) 如在伸縮直梯的最後一節加上可曲折的鉸接，再接上工作平台。或使用臂杆支撐的升降台；但臂杆同時有可以攀爬的梯。

### 照明車
在缺乏照明設施的救災現場，提供照明用的消防車輛。有些照明車兼作載送消防器材用車。

### 搶救車
車上有各種的搶救工具，包括斧頭、電鑽還有油壓剪等。搶救車主要協助救援行動，救出被困災民。會因應事故的規模而出動大搶救車或細搶救車。

### 指揮車
指揮車通常是在較大型的火災及其他災難時應用。作為搶救的臨時災難指揮中心。

### 機場消防車
專門在機場使用的消防車。機場消防車要在短時間內抵達機場內飛機出事地點，用車上裝載之水及泡沫，遠距離灌救有大量燃料的飛機火警。因此車輛使用具有一定越野性能的 4x4 ，6x6 或 8x8 多輪驅動重型車輛底盤；配合大馬力發動機、遙控水炮、水泵及大容積水缸。部份機場消防車特別配有機械臂，臂前有能夠刺穿飛機機體的喉筆，專門用作撲救飛機艙內的火警。由於飛機燃油極易引起火災，因此機場消防車上水量及泡沫量比一般消防車高。

### 排煙車
在災害現場執行排煙以及送風任務，有分單軸及雙軸。

## 相片

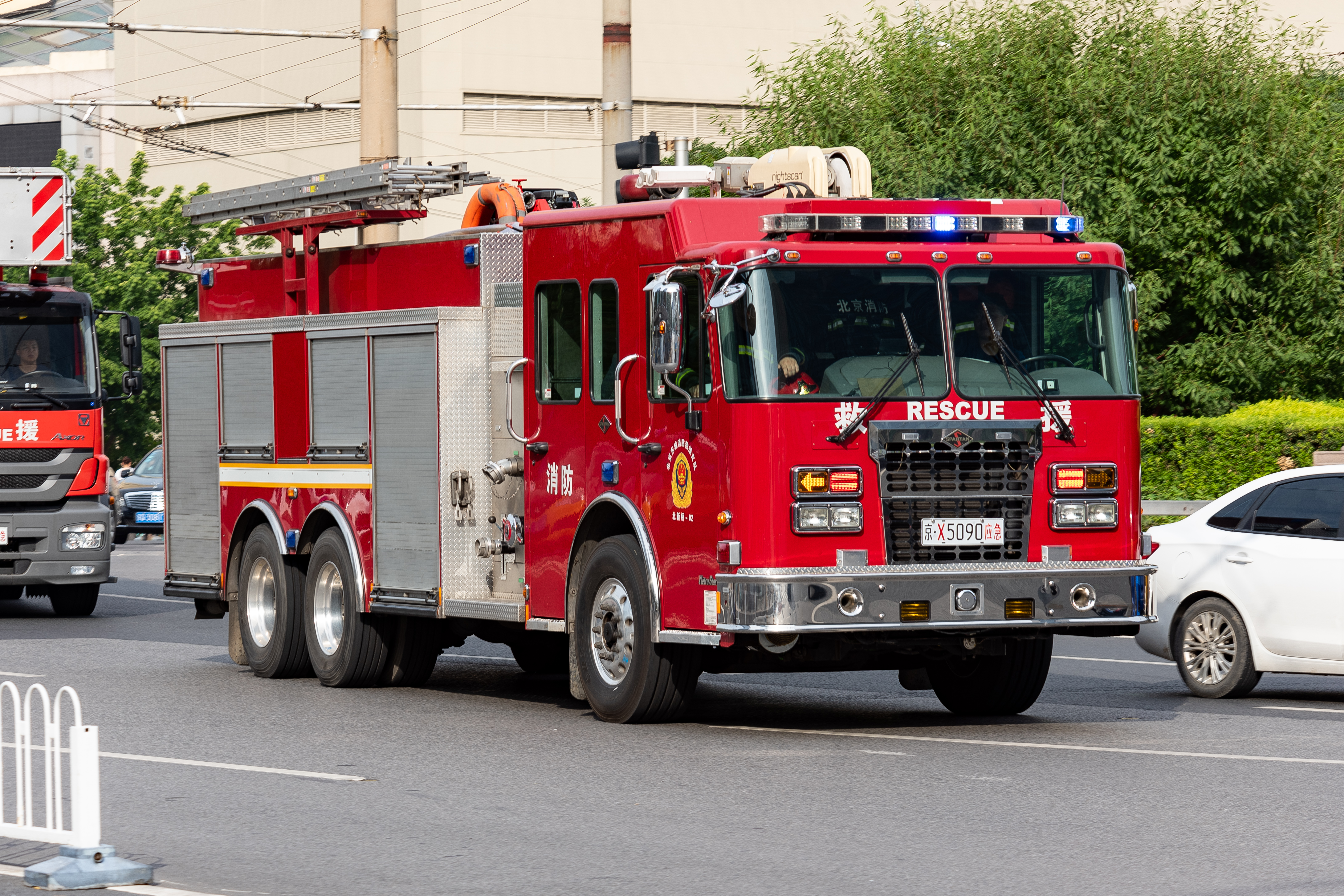
北京市东城区消防救援支队的Spartan消防车
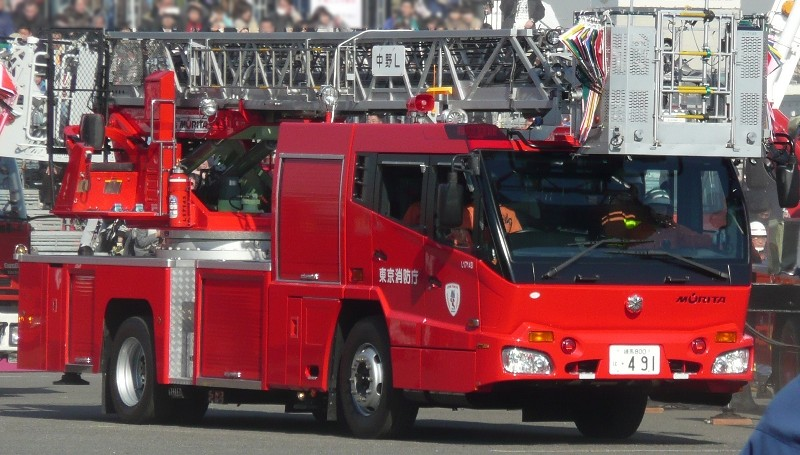
日本新式消防車
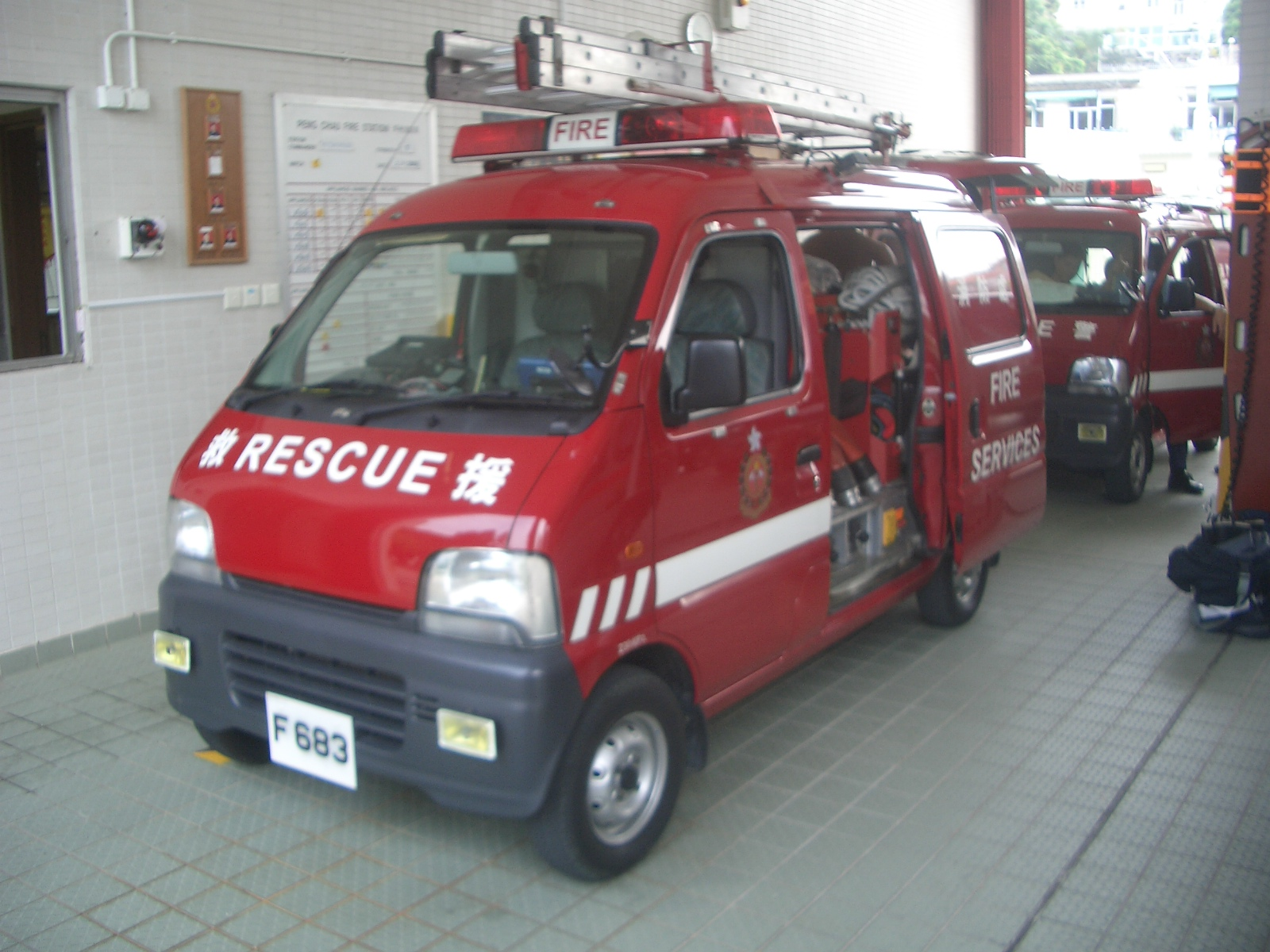
香港離島的消防車
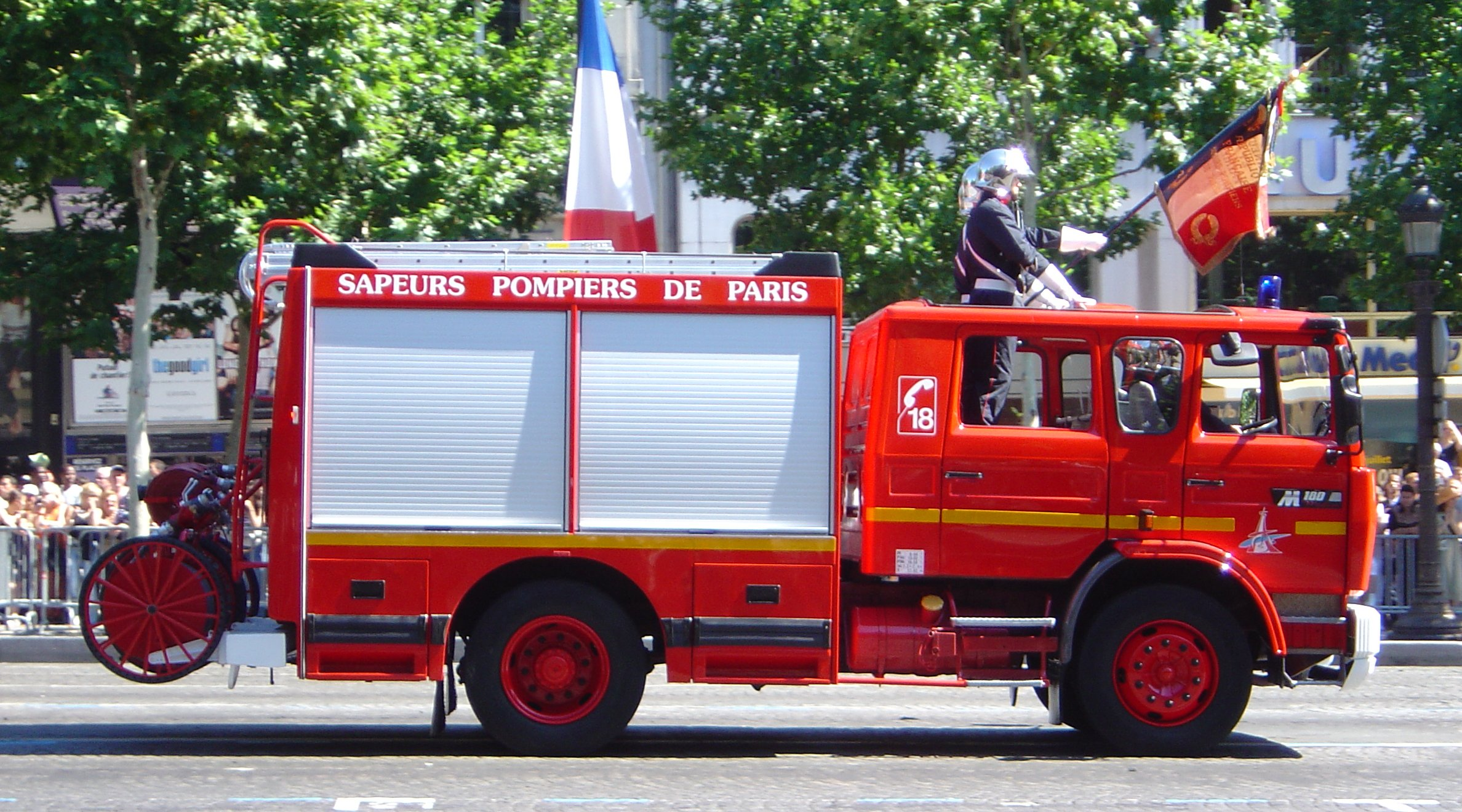
巴黎消防車
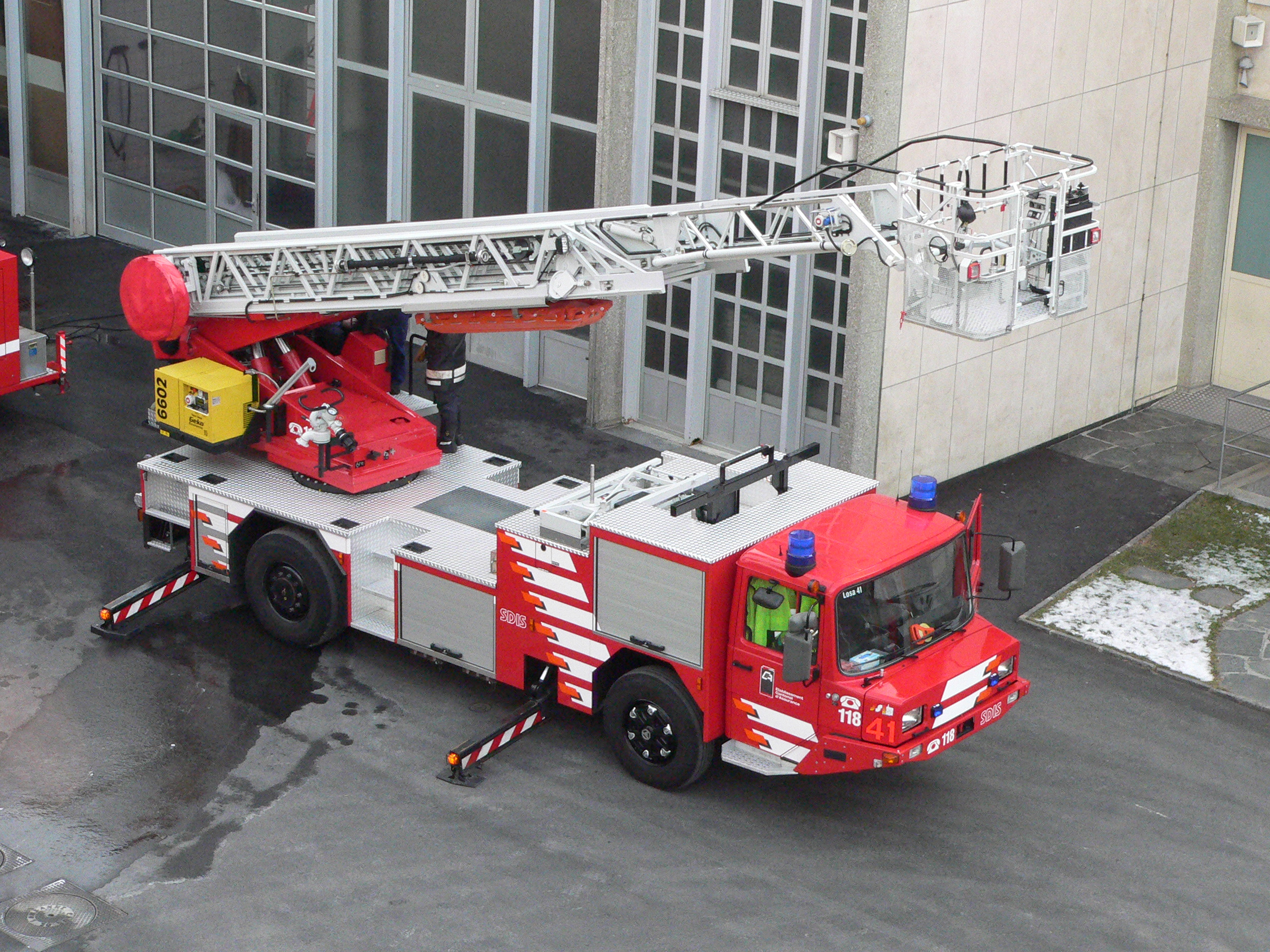
瑞士消防車
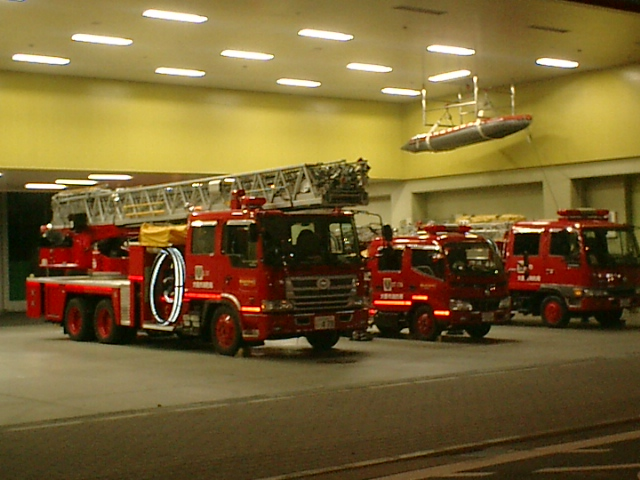
日本消防車
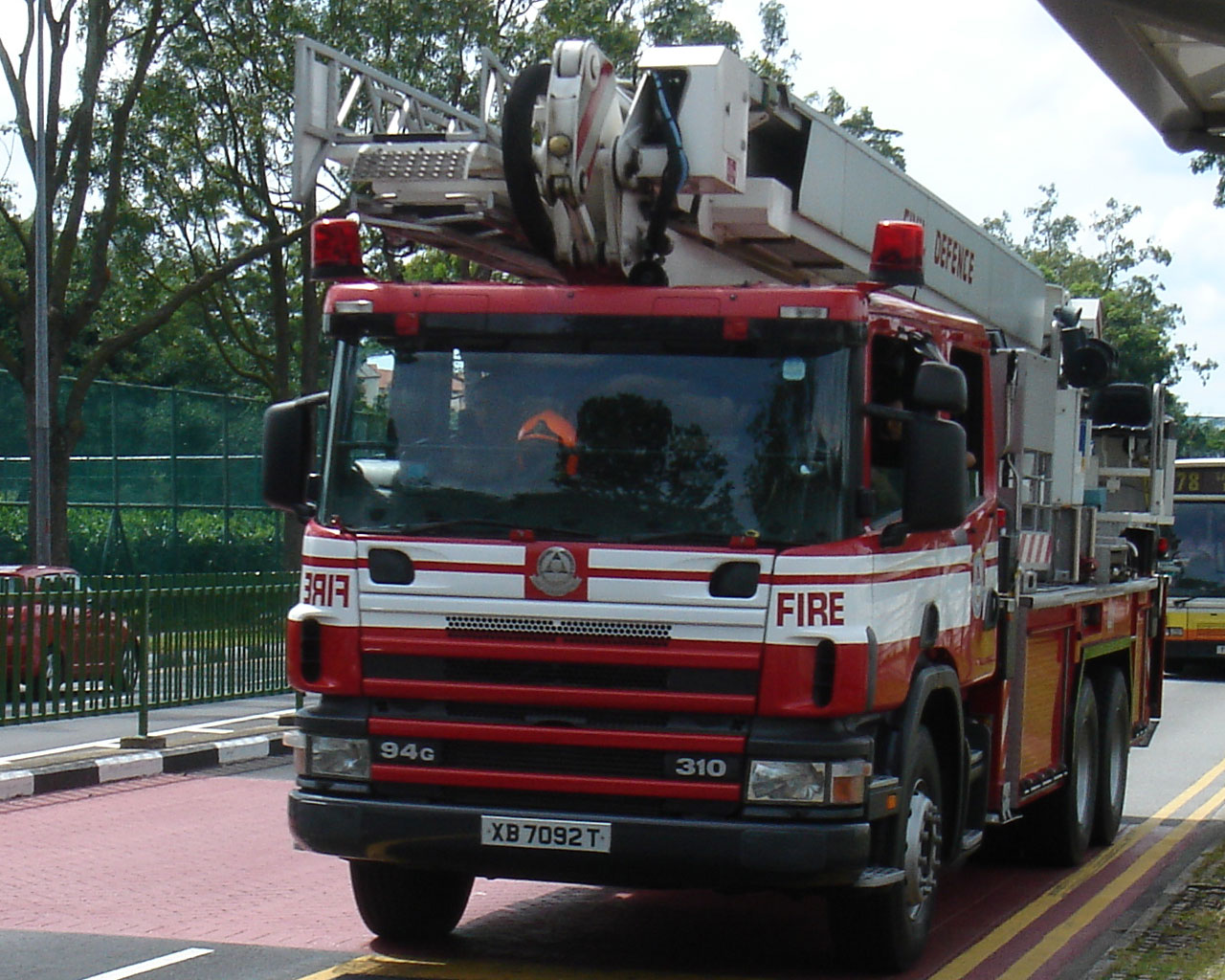
新加坡消防的升降平台
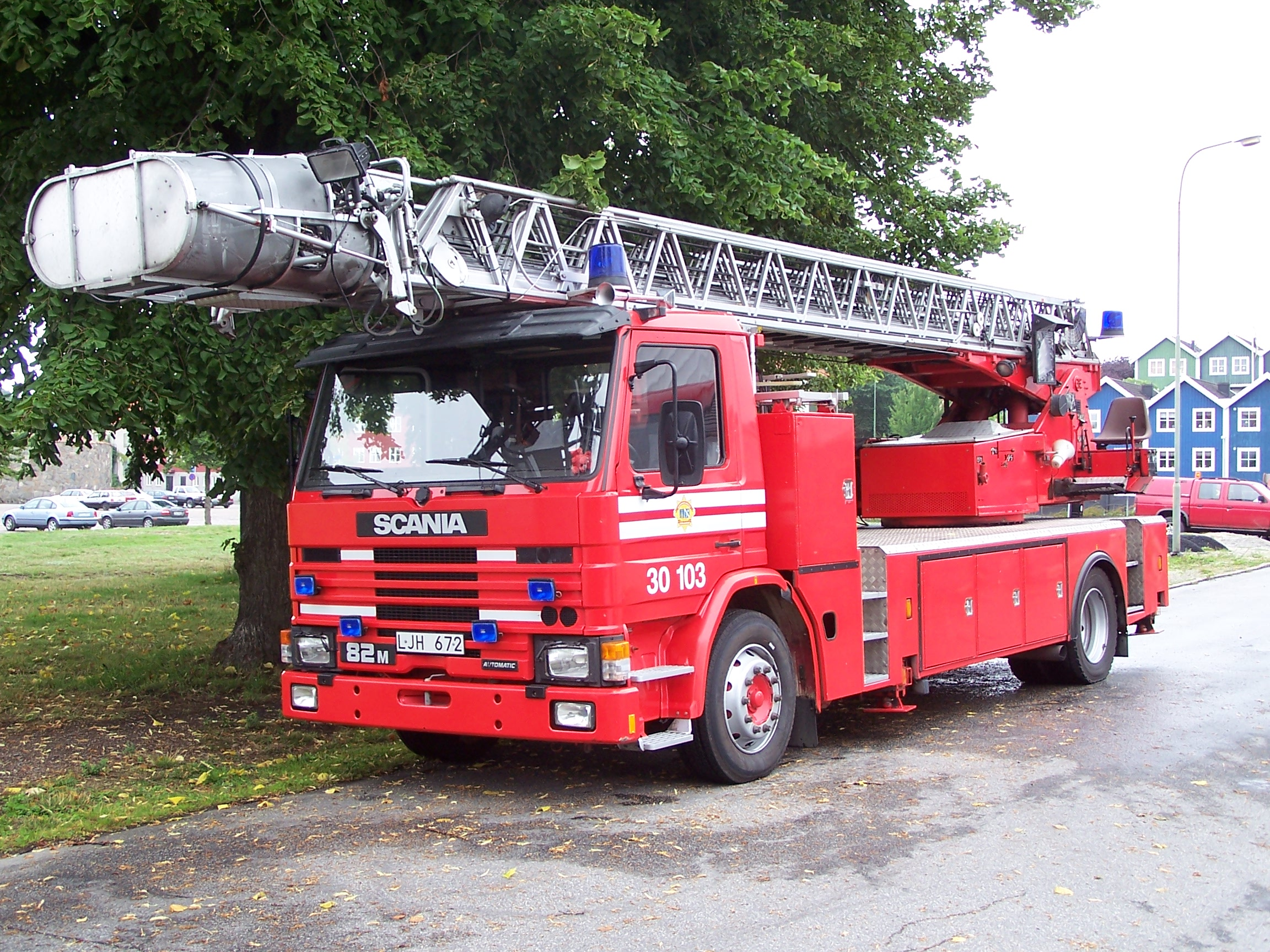
瑞典消防的雲梯車
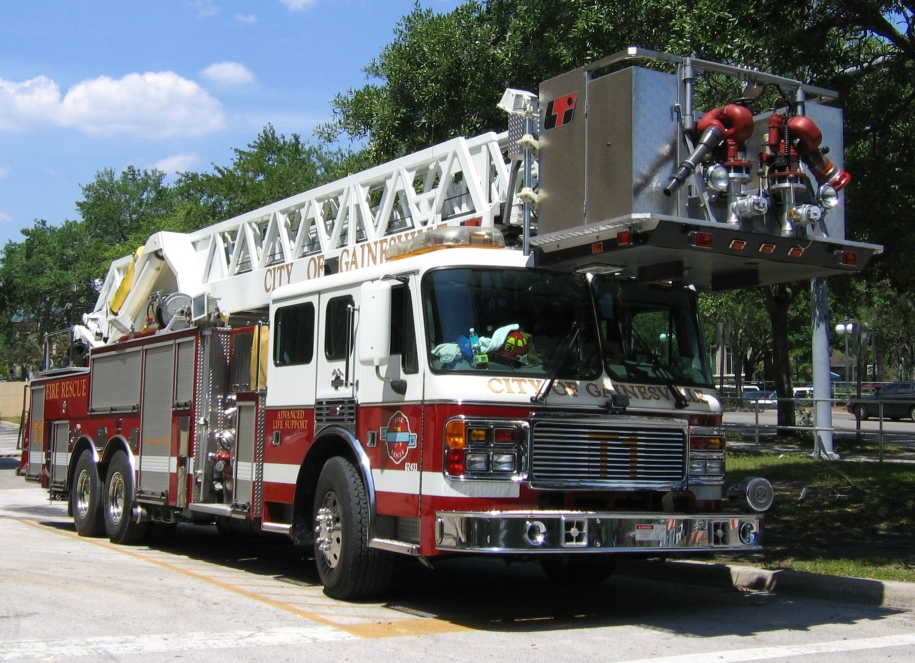
美國消防的雲梯車
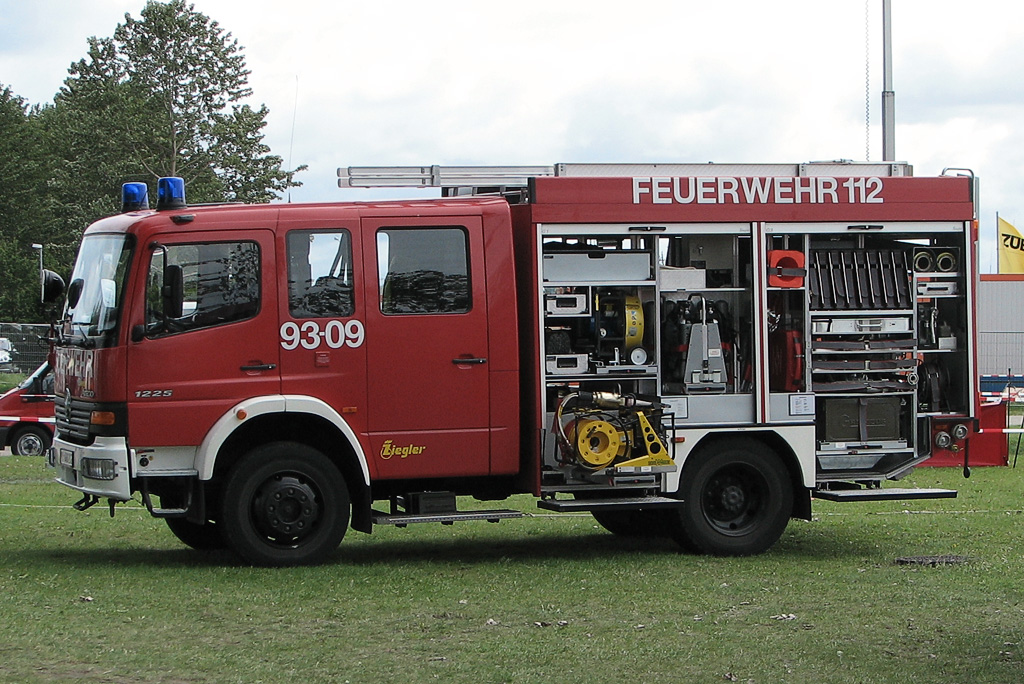
德國消防的多用途車輛
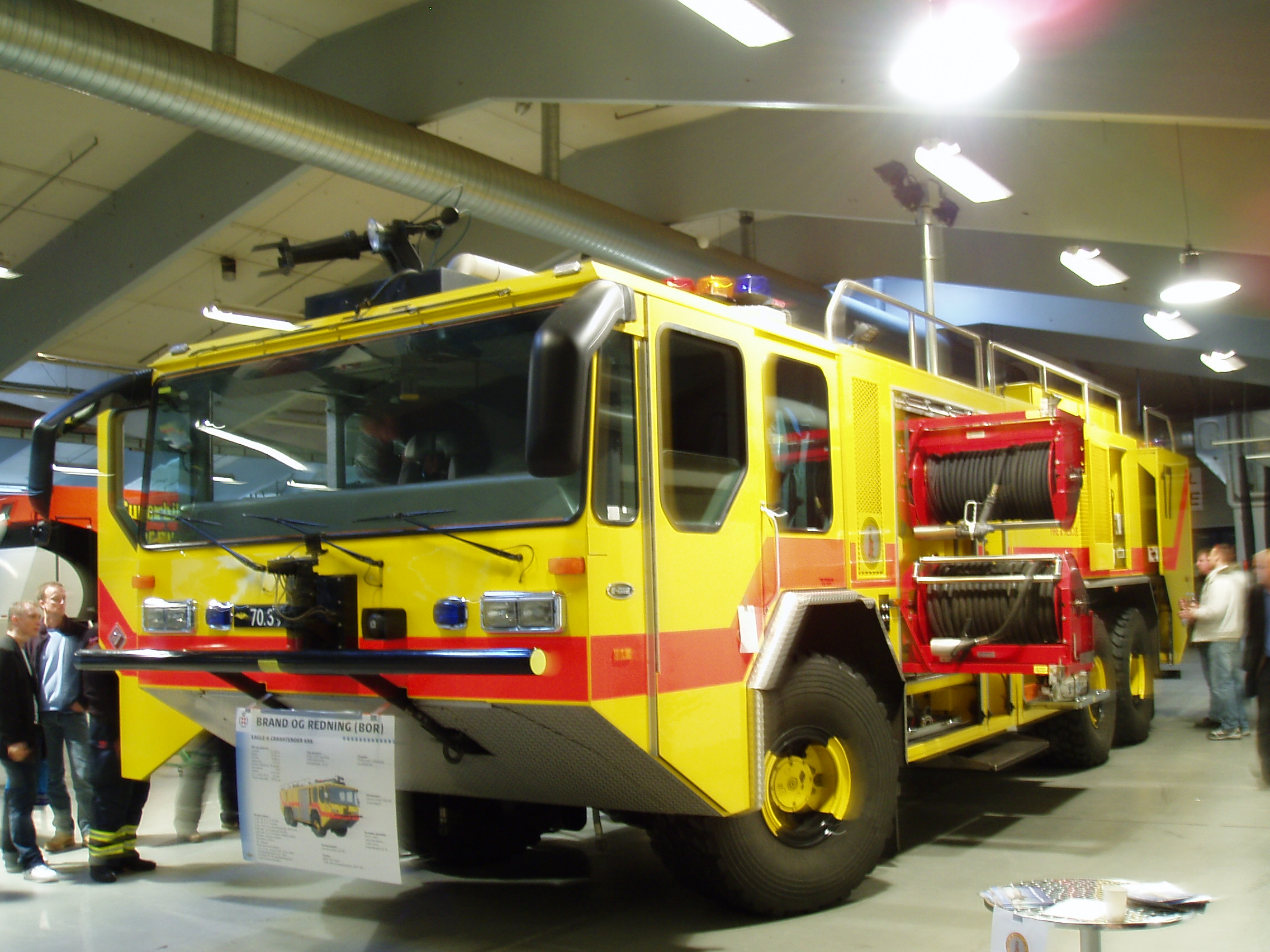
丹麥空軍基地使用的機場消防車
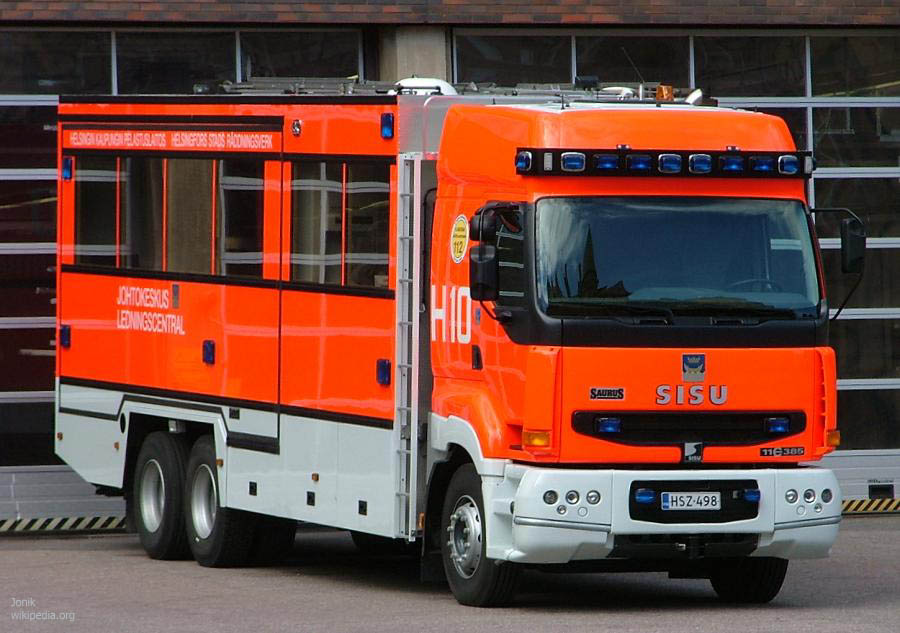
芬蘭消防的指揮車
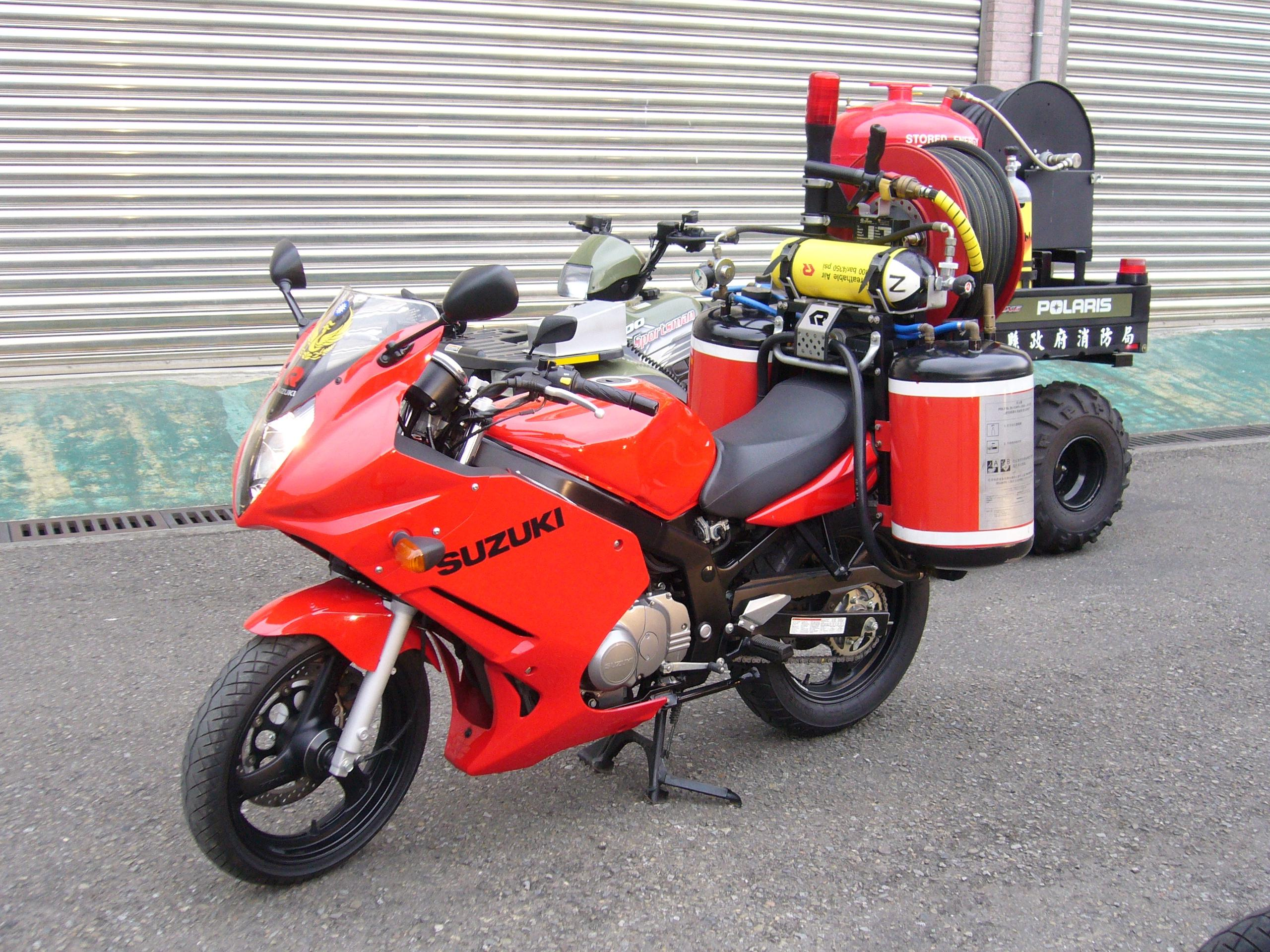
新北市政府消防局研發適用小巷滅火機車
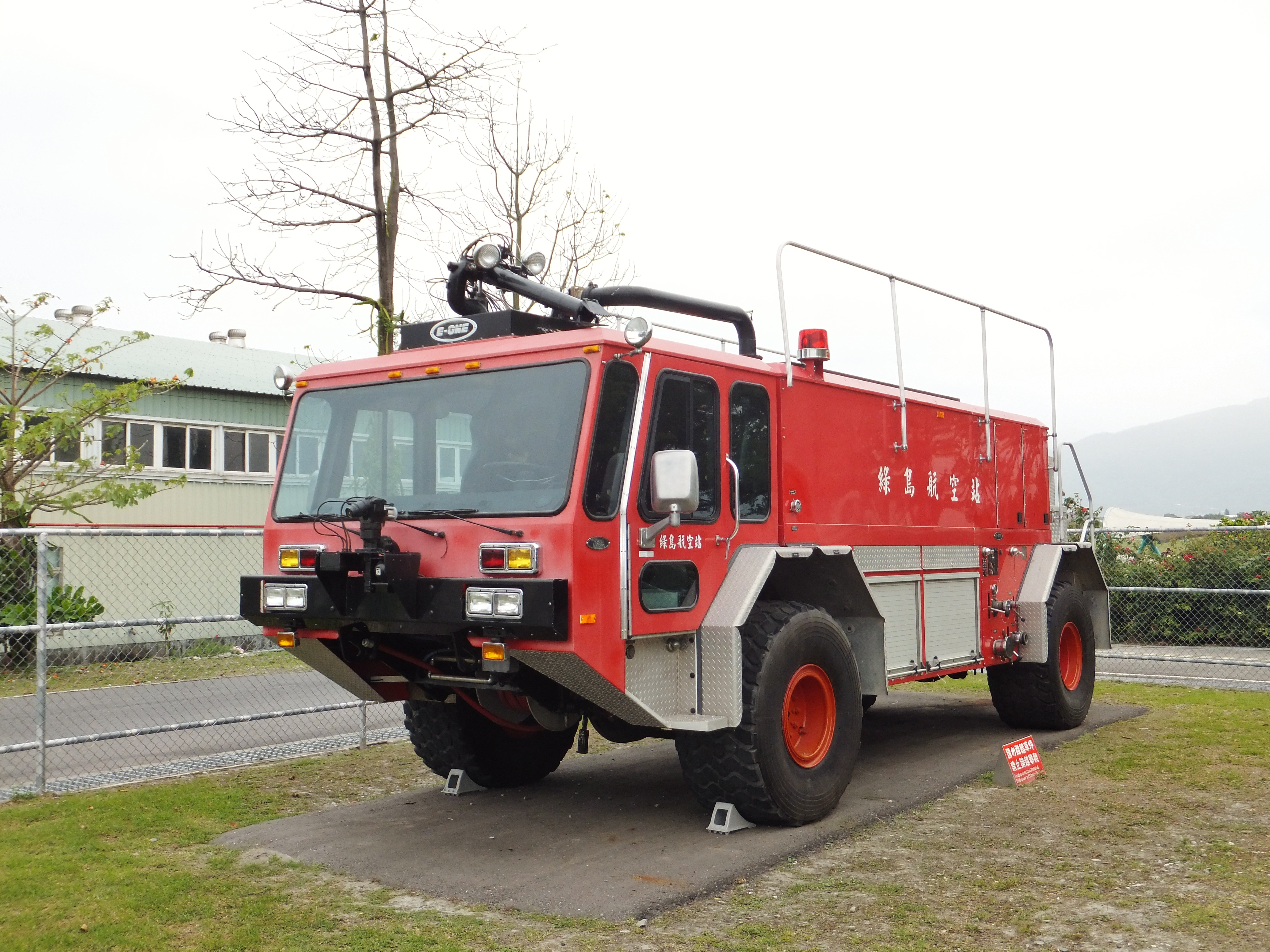
台灣原配備綠島機場的E-One P-150 Titan 4×4機場救災車
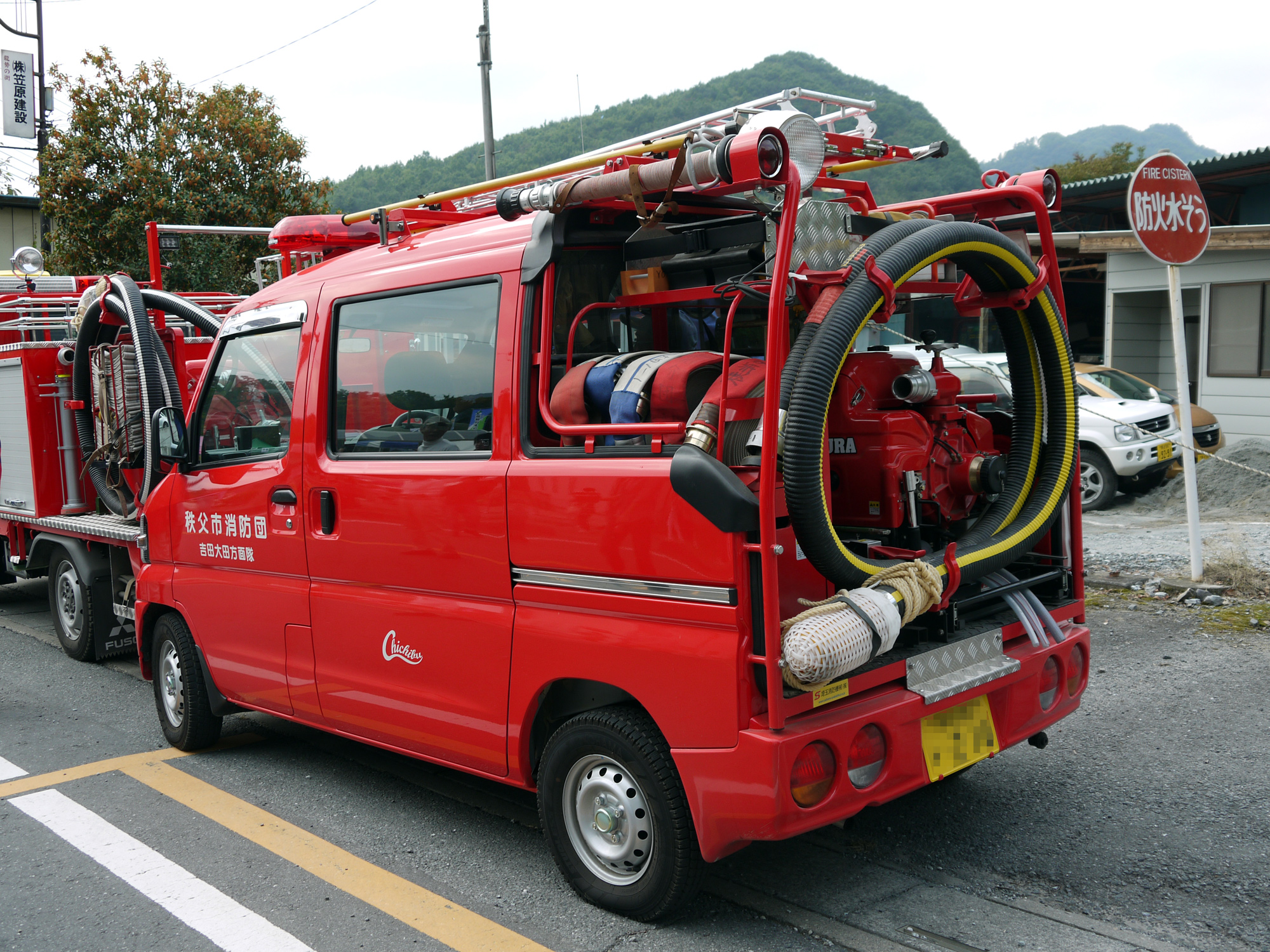
日本秩父市消防团的輕型消防車
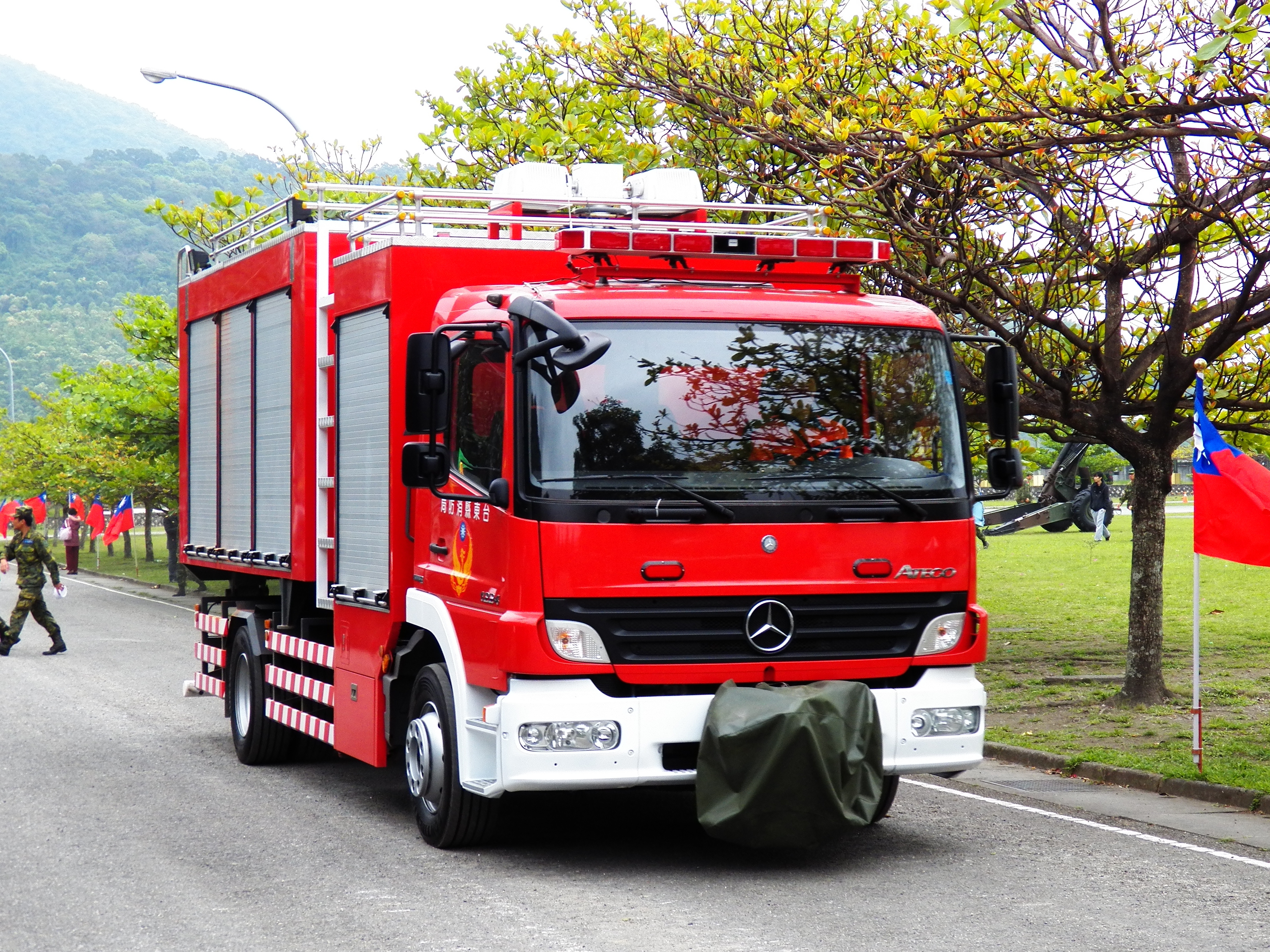
臺東縣消防局朋馳Atego 1224消防車

## 外部連結
- 香港消防車輛 （页面存档备份，存于）

1. ↑  .   [2022-02-12]. （原始内容存档于2022-02-21）.